# Coupe nationale féminine de futsal 2024-2025
Navigation
2023-2024 2025-2026
La Coupe nationale féminine de futsal 2024-2025 (anciennement nommée Challenge national féminin de futsal) est la troisième édition de cette compétition à élimination directe mettant aux prises des clubs de futsal affiliés à la Fédération française de football, qui l'organise conjointement avec les ligues régionales. La compétition se déroule en France entre octobre et février au niveau régional, et entre mars et juin 2025 pour sa phase nationale.

## Organisation

### Format et calendrier
Dès juillet 2024, la date de la finale est fixée au samedi 21 juin 2025. Les dates des tirages au sort des tours nationaux sont déterminées dès juillet 2024. En février 2025, le Bureau exécutif de la Ligue du Football Amateur valide la Salle de la Trocardière de Rezé pour accueillir la finale de la Coupe Nationale féminine de futsal, en levé de rideau de la finale de la D1 Futsal.
| Phase                     | Dates                         | Participants |
| ------------------------- | ----------------------------- | ------------ |
| Qualifications régionales | octobre 2024 - 8 février 2025 | ~300         |
| 8es de finale             | 1er mars 2025                 | 16           |
| Quarts de finale          | 5 avril 2025                  | 8            |
| Demi-finales              | 10 mai 2025                   | 4            |
| Finale                    | 21 juin 2025                  | 2            |

### Clubs participants
La phase nationale est composée de treize équipes issues de chaque Ligue et trois équipes supplémentaires suivant des modalités décidées par le Bureau exécutif de la Ligue de Football Amateur (BELFA). Pour l'édition 2024-2025, les Ligues de Paris-Île-de-France, des Hauts de France et de Bretagne ont une équipe supplémentaire, soit deux représentants, pour la phase qualificative nationale, sur la base du classement du nombre de licenciées féminines futsal.
Le Challenge National Féminin Futsal est ouvert à tous les clubs des ligues régionales métropolitaines régulièrement affiliés à la FFF. La compétition est ouverte aux joueuses licenciées Futsal ou Libre (Seniors, U20F, U19F et U18F autorisées médicalement) dans un club de football affilié à la Fédération française de football. Cette dernière déclare que plus de 300 équipes s'engagent lors de la phase préliminaire régionale.

## Phase finale

### Huitièmes de finale
Le tirage au sort a lieu le 12 février 2025 au siège de la FFF.
| 1 mars | Nantes Métropole Futsal T | 5 - 0 | Plougastel FC | Palais des Sports de Beaulieu |
| 13:00  |                           |       |               |                               |

| 1 mars | Diamant Futsal | 4 - 2 | Toulouse Futsal Club | Gymnase du Lac |
| 14:00  |                |       |                      |                |

| 1 mars | AS Rennes Futsal  | 4 - 4 | Hercules Futsal | Gymnase Charles Géniaux |
| 15:00  |                   |       |                 |                         |
|        | Tirs au but 2 - 1 |       |                 |                         |

| 1 mars | Wimereux Futsal   | 2 - 2 | Orléans Futsal | Aréna Béthune Bruay |
| 18:00  |                   |       |                |                     |
|        | Tirs au but 2 - 1 |       |                |                     |

| 1 mars | Bergerac Périgord FC | 10 - 1 | Roubaix Hem Métropole | Gymnase Plaine des Sports |
| 18:00  |                      |        |                       |                           |

| 1 mars | AF Vaulx-en-Velin | 4 - 4 | FC Vesoul | Gymnase Blondin |
| 19:00  |                   |       |           |                 |
|        | Tirs au but 2 - 3 |       |           |                 |

| 1 mars | AS Musau Strasbourg | 19 - 0 | AS Casinca | Gymnase Reuss |
| 20:00  |                     |        |            |               |

| 1 mars | Saint-Henri FC | 2 - 1 | Bondy Cécifoot Club | Gymnase de la Martine |
| 21:30  |                |       |                     |                       |

### Quarts de finale
Le tirage au sort des quarts de finale et des demi-finales a lieu le 5 mars 2025 au siège de la FFF.
| 29 mars | Diamant Futsal | 6 - 2 | Wimereux Futsal | Gymnase du Lac |
| 14:00   |                |       |                 |                |

| 29 mars | FC Vesoul         | 3 - 3 | AS Musau Strasbourg | Gymnase Pontarcher |
| 15:00   |                   |       |                     |                    |
|         | Tirs au but 6 - 5 |       |                     |                    |

| 29 mars | AS Rennes Futsal | 4 - 1 | Nantes Métropole Futsal T | Gymnase Charles Géniaux |
| 16:00   |                  |       |                           |                         |

| 29 mars | Saint-Henri FC | 4 - 5 | Bergerac Périgord FC | Gymnase de la Martine |
| 20:30   |                |       |                      |                       |

### Demi-finales
Le tirage au sort des quarts de finale et des demi-finales a lieu le 5 mars 2025 au siège de la FFF.
| 10 mai | Diamant Futsal | 2 - 0 | AS Rennes Futsal | Salle du Palais des Sports |
| 16:00  |                |       |                  |                            |

| 10 mai | FC Vesoul         | 7 - 7 | Bergerac Périgord FC | Gymnase Jean Jaures |
| 16:00  |                   |       |                      |                     |
|        | Tirs au but 3 - 2 |       |                      |                     |

### Finale
| 21 juin | Diamant Futsal | 6 - 2 | FC Vesoul | Salle de la Trocardière, Rezé |
| 16:00   |                |       |           |                               |

## Synthèse

### Nombre d'équipes par ligue régionale et par tour
| Ligue / Tour            | 8es de finale | Quarts de finale | Demi-finales  | Finale        | Vainqueur     |
| ----------------------- | ------------- | ---------------- | ------------- | ------------- | ------------- |
| Paris Île-de-France     | 2             | 1                | 1             | 1             | 1             |
| Bourgogne-Franche-Comté | 1             | 1                | 1             | 1             | Aucune équipe |
| Bretagne                | 2             | 1                | 1             | Aucune équipe | Aucune équipe |
| Nouvelle-Aquitaine      | 1             | 1                | 1             | Aucune équipe | Aucune équipe |
| Hauts-de-France         | 2             | 1                | Aucune équipe | Aucune équipe | Aucune équipe |
| Grand-Est               | 1             | 1                | Aucune équipe | Aucune équipe | Aucune équipe |
| Méditerranée            | 1             | 1                | Aucune équipe | Aucune équipe | Aucune équipe |
| Pays de la Loire        | 1             | 1                | Aucune équipe | Aucune équipe | Aucune équipe |
| Auvergne-Rhône-Alpes    | 1             | Aucune équipe    | Aucune équipe | Aucune équipe | Aucune équipe |
| Centre-Val de Loire     | 1             | Aucune équipe    | Aucune équipe | Aucune équipe | Aucune équipe |
| Corse                   | 1             | Aucune équipe    | Aucune équipe | Aucune équipe | Aucune équipe |
| Normandie               | 1             | Aucune équipe    | Aucune équipe | Aucune équipe | Aucune équipe |
| Occitanie               | 1             | Aucune équipe    | Aucune équipe | Aucune équipe | Aucune équipe |
| Total                   | 16            | 8                | 4             | 2             | 1             |